# Luc-François Pointel
Luc-François Pointel, (né le 13 octobre 1754 Saint-Servan, décédé le 15 octobre 1809 Saint-Servan) fut maire de Saint-Servan de 1795 à 1797 et de 1801 à 1808.

## Biographie
Luc-François Pointel, sieur du Portail et sieur de la Basse Ville est un fabricant de cordages et négociant de Saint-Malo, maire de Saint Servan du 8 novembre 1795 à 1797 et du 18 juin 1801 (19 fructidor An V) à sa démission en 1808. Il fut le premier véritable maire du faubourg sécessionniste de Saint-Servan après la séparation d'avec Saint-Malo .
Il épouse le 12 septembre 1780 à  Saint-Malo , Magdeleine Marie Hardy (sœur jumelle née le  10 octobre 1757 à Saint-Malo, décédée le 26 janvier 1791 à Saint-Servan). Son petit-fils Paul Pointel sera également maire de Saint-Servan.